# Megachile armenia
Megachile armenia är en biart som beskrevs av Borek Tkalcu 1992. Megachile armenia ingår i släktet tapetserarbin, och familjen buksamlarbin. Inga underarter finns listade i Catalogue of Life.